# Neope stigmata
Neope stigmata är en fjärilsart som beskrevs av Clayton Dissinger Mell 1923. Neope stigmata ingår i släktet Neope och familjen praktfjärilar. Inga underarter finns listade i Catalogue of Life.